# 白头鼠鸟
白頭鼠鳥（學名：Colius leucocephalus），鼠鳥類的一種，其特性是有白頭，以果實和芽為食。